# Llista de topònims de Navata
Llista de topònims (noms propis de lloc) del municipi de Navata, a l'Alt Empordà
Informació actualitzada per un bot. Els canvis manuals es perdran quan s'actualitzi!

## cabana
| imatge | Nom                   | Ubicat a | instància de | Detalls | coordenades                                                         | Protecció | Commons (més fotos) | Dades a WD                    |
| ------ | --------------------- | -------- | ------------ | ------- | ------------------------------------------------------------------- | --------- | ------------------- | ----------------------------- |
|        | Coberts de Can Quelic | Navata   | cabana       |         | 42° 11′ 41″ N, 2° 52′ 58″ E / 42.1947311184366°N,2.88291599052224°E |           |                     | Modifica les dades a Wikidata |
|        | barraca d'en Cases    | Navata   | cabana       |         | 42° 11′ 38″ N, 2° 53′ 30″ E / 42.1939740906378°N,2.89157716407763°E |           |                     | Modifica les dades a Wikidata |
|        | barraca d'en Pep      | Navata   | cabana       |         | 42° 12′ 34″ N, 2° 52′ 23″ E / 42.2093379957411°N,2.87311261053851°E |           |                     | Modifica les dades a Wikidata |
|        | cobert d'en Feliu     | Navata   | cabana       |         | 42° 13′ 08″ N, 2° 51′ 45″ E / 42.2187734088717°N,2.86250406563619°E |           |                     | Modifica les dades a Wikidata |
|        | cobert d'en Pep       | Navata   | cabana       |         | 42° 13′ 15″ N, 2° 51′ 35″ E / 42.2207875335599°N,2.85978555588044°E |           |                     | Modifica les dades a Wikidata |
|        | l'Era de l'Obra       | Navata   | cabana       |         | 42° 13′ 25″ N, 2° 51′ 41″ E / 42.2236714320636°N,2.86133018276374°E |           |                     | Modifica les dades a Wikidata |

## creu de terme
| imatge | Nom                               | Ubicat a | instància de  | Detalls                     | coordenades                                          | Protecció                                  | Commons (més fotos) | Dades a WD                    |
| ------ | --------------------------------- | -------- | ------------- | --------------------------- | ---------------------------------------------------- | ------------------------------------------ | ------------------- | ----------------------------- |
|        | Creu de terme dels Vilars         | Navata   | creu de terme |                             |                                                      | bé integrant del patrimoni cultural català |                     | Modifica les dades a Wikidata |
|        | creu de terme del carrer Canelles | Navata   | creu de terme | Estil: arquitectura popular | 42° 13′ 21″ N, 2° 51′ 46″ E / 42.222422°N,2.862798°E | bé integrant del patrimoni cultural català |                     | Modifica les dades a Wikidata |

## curs d'aigua
| imatge | Nom     | Ubicat a                                | instància de | Detalls                                                 | coordenades                                                                                              | Protecció | Commons (més fotos) | Dades a WD                    |
| ------ | ------- | --------------------------------------- | ------------ | ------------------------------------------------------- | --- | --------- | ------------------- | ----------------------------- |
|        | Fluvià  | Comarques gironines província de Girona | curs d'aigua | Desemboca: mar Mediterrània Llarg: 70km Conca: 973.8km² | 42° 05′ 36″ N, 2° 27′ 33″ E / 42.0934°N,2.4591°E 42° 12′ 07″ N, 3° 06′ 38″ E / 42.2019°N,3.1106°E 2 msnm |           | Fluvià              | Modifica les dades a Wikidata |
|        | Manol   | Alt Empordà                             | curs d'aigua | Desemboca: Muga Llarg: 40km Conca: 150km²               | 42° 16′ 29″ N, 3° 01′ 33″ E / 42.2747°N,3.02589°E 48 msnm                                                |           | Manol               | Modifica les dades a Wikidata |
|        | Àlguema | Alt Empordà                             | curs d'aigua | Desemboca: Manol                                        | 42° 14′ 02″ N, 2° 57′ 17″ E / 42.23384444°N,2.95461389°E                                                 |           |                     | Modifica les dades a Wikidata |

## edifici
| imatge | Nom                            | Ubicat a | instància de | Detalls                     | coordenades                                                      | Protecció                                  | Commons (més fotos) | Dades a WD                    |
| ------ | ------------------------------ | -------- | ------------ | --------------------------- | ---------------------------------------------------------------- | ------------------------------------------ | ------------------- | ----------------------------- |
|        | Ca n'Àlguema                   | Navata   | edifici      |                             | 42° 12′ 00″ N, 2° 52′ 49″ E / 42.20008046253°N,2.8801664366128°E |                                            |                     | Modifica les dades a Wikidata |
|        | Restes de la Muralla de Navata | Navata   | edifici      | Estil: arquitectura popular | 42° 13′ 24″ N, 2° 51′ 42″ E / 42.22322°N,2.86168°E               | bé integrant del patrimoni cultural català |                     | Modifica les dades a Wikidata |

## entitat singular de població
| imatge | Nom         | Ubicat a | instància de                                                                   | Detalls  | coordenades                                                   | Protecció | Commons (més fotos) | Dades a WD                    |
| ------ | ----------- | -------- | ------------------------------------------------------------------------------ | -------- | ------------------------------------------------------------- | --------- | ------------------- | ----------------------------- |
|        | Canelles    | Navata   | entitat singular de població ens local històric de Catalunya                   | 27 hab   | 42° 11′ 42″ N, 2° 52′ 56″ E / 42.1949°N,2.8823°E 131 msnm     |           | Canelles (Navata)   | Modifica les dades a Wikidata |
|        | Navata      | Navata   | entitat singular de població ens local històric de Catalunya capital municipal | 1052 hab | 42° 13′ 25″ N, 2° 51′ 40″ E / 42.22353°N,2.8611°E 148 msnm    |           |                     | Modifica les dades a Wikidata |
|        | Torremirona | Navata   | entitat singular de població urbanització                                      | 387 hab  | 42° 14′ 12″ N, 2° 52′ 03″ E / 42.236633°N,2.867543°E 120 msnm |           |                     | Modifica les dades a Wikidata |

## església
| imatge | Nom                     | Ubicat a | instància de | Detalls                      | coordenades                                                   | Protecció                                  | Commons (més fotos)      | Dades a WD                    |
| ------ | ----------------------- | -------- | ------------ | ---------------------------- | ------------------------------------------------------------- | ------------------------------------------ | ------------------------ | ----------------------------- |
|        | Sant Esteve de Canelles | Navata   | església     | Estil: arquitectura romànica | 42° 11′ 41″ N, 2° 52′ 50″ E / 42.1946°N,2.88044°E ca:Canelles | bé integrant del patrimoni cultural català | Sant Esteve de Canelles  | Modifica les dades a Wikidata |
|        | Sant Pere de Can Miró   | Navata   | església     | Estil: arquitectura romànica | 42° 13′ 03″ N, 2° 52′ 02″ E / 42.2174°N,2.86709°E             | bé integrant del patrimoni cultural català | Sant Pere Vell de Navata | Modifica les dades a Wikidata |
|        | Sant Pere de Navata     | Navata   | església     |                              | 42° 13′ 26″ N, 2° 51′ 41″ E / 42.2239°N,2.86145°E             | bé integrant del patrimoni cultural català | Sant Pere de Navata      | Modifica les dades a Wikidata |

## granja
| imatge | Nom                     | Ubicat a | instància de | Detalls | coordenades                                                         | Protecció | Commons (més fotos) | Dades a WD                    |
| ------ | ----------------------- | -------- | ------------ | ------- | ------------------------------------------------------------------- | --------- | ------------------- | ----------------------------- |
|        | Granges d'en Collell    | Navata   | granja       |         | 42° 13′ 10″ N, 2° 51′ 23″ E / 42.219558601872°N,2.85649259710088°E  |           |                     | Modifica les dades a Wikidata |
|        | Granges d'en Ferrussola | Navata   | granja       |         | 42° 13′ 42″ N, 2° 51′ 35″ E / 42.2283436452967°N,2.85963553570089°E |           |                     | Modifica les dades a Wikidata |
|        | Granges d'en Marlot     | Navata   | granja       |         | 42° 14′ 42″ N, 2° 50′ 41″ E / 42.2449321647607°N,2.84482288647765°E |           |                     | Modifica les dades a Wikidata |
|        | Granges d'en Martí      | Navata   | granja       |         | 42° 13′ 43″ N, 2° 51′ 31″ E / 42.2286576000342°N,2.85860479300717°E |           |                     | Modifica les dades a Wikidata |
|        | Granges de l'Americà    | Navata   | granja       |         | 42° 13′ 12″ N, 2° 51′ 41″ E / 42.2201228651986°N,2.86126524791285°E |           |                     | Modifica les dades a Wikidata |
|        | Granja d'en Fonso       | Navata   | granja       |         | 42° 13′ 20″ N, 2° 52′ 07″ E / 42.2220858769017°N,2.86860381950173°E |           |                     | Modifica les dades a Wikidata |
|        | Granja d'en Planes      | Navata   | granja       |         | 42° 13′ 08″ N, 2° 52′ 16″ E / 42.2187924720723°N,2.87116719009786°E |           |                     | Modifica les dades a Wikidata |

## masia
| imatge | Nom                   | Ubicat a | instància de     | Detalls                      | coordenades                                                                  | Protecció                                            | Commons (més fotos) | Dades a WD                    |
| ------ | --------------------- | -------- | ---------------- | ---------------------------- | ---------------------------------------------------------------------------- | ---------------------------------------------------- | ------------------- | ----------------------------- |
|        | Cal Suís              | Navata   | masia            |                              | 42° 13′ 36″ N, 2° 51′ 58″ E / 42.2265499970383°N,2.86600135358805°E          |                                                      |                     | Modifica les dades a Wikidata |
|        | Can Bellmàs           | Navata   | masia            |                              | 42° 14′ 28″ N, 2° 50′ 48″ E / 42.2410618405095°N,2.84658985348733°E          |                                                      |                     | Modifica les dades a Wikidata |
|        | Can Borrassic         | Navata   | masia            |                              | 42° 11′ 41″ N, 2° 52′ 55″ E / 42.1947570945909°N,2.88189855771652°E          |                                                      |                     | Modifica les dades a Wikidata |
|        | Can Borràs            | Navata   | masia            |                              | 42° 11′ 31″ N, 2° 52′ 50″ E / 42.1919098241214°N,2.88068062913355°E          |                                                      |                     | Modifica les dades a Wikidata |
|        | Can Bruguers          | Navata   | masia            |                              | 42° 11′ 44″ N, 2° 52′ 53″ E / 42.1956571287036°N,2.88131551096369°E          |                                                      |                     | Modifica les dades a Wikidata |
|        | Can Casanova          | Navata   | masia            |                              | 42° 14′ 22″ N, 2° 51′ 42″ E / 42.2394060116945°N,2.86180478808011°E          |                                                      |                     | Modifica les dades a Wikidata |
|        | Can Creus             | Navata   | masia            |                              | 42° 14′ 18″ N, 2° 51′ 01″ E / 42.2383019617725°N,2.85041435308774°E          |                                                      |                     | Modifica les dades a Wikidata |
|        | Can Fonollet          | Navata   | masia            |                              | 42° 14′ 16″ N, 2° 50′ 26″ E / 42.2376674080455°N,2.84067143220905°E          |                                                      |                     | Modifica les dades a Wikidata |
|        | Can Frígol            | Navata   | masia            |                              | 42° 13′ 29″ N, 2° 52′ 21″ E / 42.2248552926715°N,2.87257260890047°E          |                                                      |                     | Modifica les dades a Wikidata |
|        | Can Geli              | Navata   | masia            |                              | 42° 11′ 54″ N, 2° 52′ 31″ E / 42.1983437033578°N,2.87535117854847°E          |                                                      |                     | Modifica les dades a Wikidata |
|        | Can Guïves            | Navata   | masia            |                              | 42° 13′ 11″ N, 2° 50′ 55″ E / 42.219856925685°N,2.8486263978436°E            |                                                      |                     | Modifica les dades a Wikidata |
|        | Can Jaume Teixidor    | Navata   | masia            |                              | 42° 13′ 27″ N, 2° 51′ 22″ E / 42.2241512935508°N,2.85607020711489°E          |                                                      |                     | Modifica les dades a Wikidata |
|        | Can Joan de la Costa  | Navata   | masia            |                              | 42° 13′ 27″ N, 2° 51′ 15″ E / 42.2242839541735°N,2.85414324473333°E          |                                                      |                     | Modifica les dades a Wikidata |
|        | Can Llambert de Baix  | Navata   | masia            |                              | 42° 11′ 53″ N, 2° 51′ 29″ E / 42.1979721937849°N,2.85792225468544°E          |                                                      |                     | Modifica les dades a Wikidata |
|        | Can Llambert de Dalt  | Navata   | masia            |                              | 42° 12′ 07″ N, 2° 51′ 13″ E / 42.201850777785°N,2.8535145707914°E            |                                                      |                     | Modifica les dades a Wikidata |
|        | Can Lledó             | Navata   | masia            |                              | 42° 12′ 52″ N, 2° 51′ 22″ E / 42.2143163597638°N,2.85604407803414°E          |                                                      |                     | Modifica les dades a Wikidata |
|        | Can Maret             | Navata   | masia            |                              | 42° 11′ 43″ N, 2° 52′ 58″ E / 42.1953704450143°N,2.88279369203902°E          |                                                      |                     | Modifica les dades a Wikidata |
|        | Can Matagallines      | Navata   | masia            |                              | 42° 12′ 50″ N, 2° 51′ 22″ E / 42.213956214082°N,2.8561297036368°E            |                                                      |                     | Modifica les dades a Wikidata |
|        | Can Migranya          | Navata   | masia            |                              | 42° 12′ 18″ N, 2° 50′ 18″ E / 42.2048722916324°N,2.83844015244108°E          |                                                      |                     | Modifica les dades a Wikidata |
|        | Can Patllari          | Navata   | masia            |                              | 42° 11′ 43″ N, 2° 52′ 53″ E / 42.1954050388548°N,2.88140076557276°E          |                                                      |                     | Modifica les dades a Wikidata |
|        | Can Picalardit        | Navata   | masia            |                              | 42° 12′ 50″ N, 2° 51′ 20″ E / 42.2139105585002°N,2.85563307658869°E          |                                                      |                     | Modifica les dades a Wikidata |
|        | Can Planetes          | Navata   | masia            |                              | 42° 14′ 13″ N, 2° 50′ 23″ E / 42.2370357714129°N,2.83981251502818°E          |                                                      |                     | Modifica les dades a Wikidata |
|        | Can Pou               | Navata   | masia            |                              | 42° 14′ 13″ N, 2° 50′ 06″ E / 42.2369657152954°N,2.83486781786948°E          |                                                      |                     | Modifica les dades a Wikidata |
|        | Can Sastre            | Navata   | masia            |                              | 42° 11′ 21″ N, 2° 53′ 10″ E / 42.189114496533°N,2.88624467339719°E           |                                                      |                     | Modifica les dades a Wikidata |
|        | Can Terrades          | Navata   | masia            |                              | 42° 11′ 45″ N, 2° 52′ 53″ E / 42.1958913311303°N,2.88135140857787°E          |                                                      |                     | Modifica les dades a Wikidata |
|        | Can Tries             | Navata   | masia            |                              | 42° 13′ 41″ N, 2° 51′ 42″ E / 42.2281210636867°N,2.86175669617973°E          |                                                      |                     | Modifica les dades a Wikidata |
|        | Can Vidalic           | Navata   | masia            |                              | 42° 11′ 34″ N, 2° 53′ 19″ E / 42.1927464317411°N,2.88866042913354°E 131 msnm |                                                      |                     | Modifica les dades a Wikidata |
|        | Can Vilert            | Navata   | masia            |                              | 42° 11′ 38″ N, 2° 52′ 48″ E / 42.193962651796°N,2.88008330086974°E           |                                                      |                     | Modifica les dades a Wikidata |
|        | Can Vinyoles          | Navata   | masia            |                              | 42° 11′ 03″ N, 2° 53′ 09″ E / 42.1840703955513°N,2.88570878017565°E          |                                                      |                     | Modifica les dades a Wikidata |
|        | Mas Cambell           | Navata   | masia            |                              | 42° 13′ 35″ N, 2° 52′ 21″ E / 42.2262690511834°N,2.87236376411659°E          |                                                      |                     | Modifica les dades a Wikidata |
|        | Mas Carlets           | Navata   | masia            |                              | 42° 14′ 02″ N, 2° 50′ 44″ E / 42.2339994678931°N,2.84551622806616°E          |                                                      |                     | Modifica les dades a Wikidata |
|        | Mas Corts             | Navata   | masia            |                              | 42° 13′ 53″ N, 2° 51′ 34″ E / 42.2314415676604°N,2.85943477230183°E          |                                                      |                     | Modifica les dades a Wikidata |
|        | Mas Garriga           | Navata   | masia            |                              | 42° 13′ 18″ N, 2° 52′ 33″ E / 42.221661672077°N,2.87587481781065°E           |                                                      |                     | Modifica les dades a Wikidata |
|        | Mas Jonquerol         | Navata   | masia            |                              | 42° 12′ 02″ N, 2° 52′ 13″ E / 42.200553496885°N,2.87015043096478°E           |                                                      |                     | Modifica les dades a Wikidata |
|        | Mas Mengol            | Navata   | masia            |                              | 42° 11′ 00″ N, 2° 53′ 10″ E / 42.1834584926206°N,2.88624270322608°E          |                                                      |                     | Modifica les dades a Wikidata |
|        | Mas Moreu             | Navata   | masia            |                              | 42° 14′ 30″ N, 2° 51′ 24″ E / 42.2418043765736°N,2.85666037042467°E          |                                                      |                     | Modifica les dades a Wikidata |
|        | Mas Rampinya          | Navata   | masia            |                              | 42° 12′ 56″ N, 2° 51′ 04″ E / 42.2154268152866°N,2.85108624640604°E          |                                                      |                     | Modifica les dades a Wikidata |
|        | Mas Riera             | Navata   | masia            |                              | 42° 14′ 38″ N, 2° 50′ 43″ E / 42.2438158320841°N,2.84515289183656°E          |                                                      |                     | Modifica les dades a Wikidata |
|        | Torre Mirona          | Navata   | masia casa forta | Estat: enderrocat o destruït | 42° 13′ 59″ N, 2° 51′ 56″ E / 42.232979°N,2.865442°E                         | bé d'interès cultural bé cultural d'interès nacional |                     | Modifica les dades a Wikidata |
|        | la Barroca            | Navata   | masia            |                              | 42° 12′ 36″ N, 2° 51′ 57″ E / 42.2099510475475°N,2.86574569091278°E          |                                                      |                     | Modifica les dades a Wikidata |
|        | la Casa Gran          | Navata   | masia            |                              | 42° 12′ 27″ N, 2° 51′ 12″ E / 42.2073959084496°N,2.85321296905576°E          |                                                      |                     | Modifica les dades a Wikidata |
|        | la Casa Nova d'en Pou | Navata   | masia            |                              | 42° 13′ 47″ N, 2° 50′ 16″ E / 42.229748828069°N,2.8376962995372°E            |                                                      |                     | Modifica les dades a Wikidata |
|        | la Teulera            | Navata   | masia            |                              | 42° 13′ 35″ N, 2° 50′ 17″ E / 42.226415069182°N,2.83819135091225°E           |                                                      |                     | Modifica les dades a Wikidata |

## muntanya
| imatge | Nom                 | Ubicat a | instància de | Detalls | coordenades                                                         | Protecció | Commons (més fotos) | Dades a WD                    |
| ------ | ------------------- | -------- | ------------ | ------- | ------------------------------------------------------------------- | --------- | ------------------- | ----------------------------- |
|        | Puig Piquer         | Navata   | muntanya     |         | 42° 12′ 19″ N, 2° 51′ 29″ E / 42.2052°N,2.85816°E 150.2 msnm        |           |                     | Modifica les dades a Wikidata |
|        | Puig de les Forques | Navata   | muntanya     |         | 42° 12′ 19″ N, 2° 51′ 51″ E / 42.20526667°N,2.86420556°E 148.7 msnm |           |                     | Modifica les dades a Wikidata |

## nucli de població
| imatge | Nom      | Ubicat a | instància de      | Detalls | coordenades                                                         | Protecció | Commons (més fotos) | Dades a WD                    |
| ------ | -------- | -------- | ----------------- | ------- | ------------------------------------------------------------------- | --------- | ------------------- | ----------------------------- |
|        | Can Miró | Navata   | nucli de població |         | 42° 12′ 59″ N, 2° 52′ 05″ E / 42.216278384692°N,2.868020096832°E    |           |                     | Modifica les dades a Wikidata |
|        | Colomer  | Navata   | nucli de població |         | 42° 12′ 48″ N, 2° 51′ 28″ E / 42.2133366985981°N,2.85766974925755°E |           |                     | Modifica les dades a Wikidata |

## Misc
| imatge | Nom                         | Ubicat a          | instància de      | Detalls                      | coordenades                                                                                             | Protecció                                            | Commons (més fotos) | Dades a WD                    |
| ------ | --------------------------- | ----------------- | ----------------- | ---------------------------- | --- | ---------------------------------------------------- | ------------------- | ----------------------------- |
|        | Castell de Navata           | Navata            | castell           | Estil: arquitectura romànica | 42° 12′ 38″ N, 2° 51′ 32″ E / 42.2105°N,2.85881°E ca:Entre Mas Colmers i la Casa Gran, al sud del poble | bé d'interès cultural bé cultural d'interès nacional | Castell de Navata   | Modifica les dades a Wikidata |
|        | Llindes cases nucli antic   | Navata            | llinda            | Estil: arquitectura popular  | 42° 13′ 26″ N, 2° 51′ 38″ E / 42.223757°N,2.860529°E                                                    | bé integrant del patrimoni cultural català           |                     | Modifica les dades a Wikidata |
|        | Navata                      | Navata            | vèrtex geodèsic   |                              | 42° 13′ 26″ N, 2° 51′ 41″ E / 42.223876°N,2.861288°E 171.773 msnm                                       |                                                      |                     | Modifica les dades a Wikidata |
|        | Sant Joan de Navata         | Navata            | capella           | Estat: ruïnós                | 42° 12′ 38″ N, 2° 51′ 32″ E / 42.2105247°N,2.8588244°E                                                  |                                                      |                     | Modifica les dades a Wikidata |
|        | casa consistorial de Navata | Navata            | casa consistorial |                              | 42° 13′ 25″ N, 2° 51′ 38″ E / 42.223746°N,2.8605094°E                                                   |                                                      |                     | Modifica les dades a Wikidata |
|        | el Pedró                    | Navata            | creu monumental   |                              | 42° 13′ 22″ N, 2° 51′ 22″ E / 42.2228095542895°N,2.85623077662306°E                                     |                                                      |                     | Modifica les dades a Wikidata |
|        | font de l'Arbre             | Navata            | font              |                              | 42° 12′ 37″ N, 2° 52′ 15″ E / 42.2102539614878°N,2.87071206988056°E                                     |                                                      |                     | Modifica les dades a Wikidata |
|        | la Serra                    | Cabanelles Navata | serra             |                              | 42° 13′ 02″ N, 2° 50′ 29″ E / 42.2172°N,2.84137778°E 181.6 msnm                                         |                                                      |                     | Modifica les dades a Wikidata |